# Chasmichthys dolichognathus
Chasmichthys dolichognathus é uma espécie de peixe da família Gobiidae e da ordem Perciformes.

## Morfologia
- Os machos podem atingir 16 cm de comprimento total.
- Número de vértebras: 32-33.[5][6]

## Habitat
É um peixe de água doce, de clima temperado e demersal.

## Distribuição geográfica
É encontrado na Ásia: Japão e Coreia.

## Observações
É inofensivo para os humanos.